# Darko Butorović
Darko Butorović (Split, República Federal de Yugoslavia (actual Croacia); 12 de agosto de 1970). Es un exfutbolista y actual entrenador croata. Se desempeñaba como defensor y vistió las camisetas de varios clubes, incluso en países como Portugal y Holanda.

## Trayectoria como jugador
Sus primeros pasos los dio en la cantera del RNK Split, donde pasó todas las categorías juveniles, y llegó al primer equipo.
En 1992 pasó a las filas del Hajduk Split, y en los años siguientes logró excelentes rendimientos, particularmente en la Liga de Campeones de la UEFA 1994-95. Después de cinco temporadas en ese club se convirtió en jugador de Porto, de Portugal, y luego de dos años pasó al equipo del Vitesse, club holandés. Allí pasó una temporada y regresó a Portugal, esta vez al Farense. De vuelta en Split, puso fin a su carrera en el Hajduk, en 2003.

## Selección nacional
Ha sido internacional con la selección de fútbol de Croacia en tres ocasiones, haciendo su debut el 11 de junio de 1995 en un partido frente a Ucrania.

## Clubes
| Club         | País         | Año       |
| ------------ | ------------ | --------- |
| Hajduk Split | Croacia      | 1992-1997 |
| Porto        | Portugal     | 1996-1998 |
| Vitesse      | Países Bajos | 1998-1999 |
| Farense      | Portugal     | 1999-2000 |
| Hajduk Split | Croacia      | 2000-2003 |